# Seznam olympijských medailistů ve vzpírání mužů – ukončené soutěže
Před ustálením vzpírání v programu olympijských her se v letech 1896 a 1904 soutěžilo z dnešního pohledu v atypických disciplínách.

## Jednoruč
| Rok      | Zlato                                    | Stříbro                     | Bronz                                 |
| LOH 1896 | Launceston Elliot · Velká Británie (GBR) | Viggo Jensen · Dánsko (DEN) | Alexandros Nikolopoulos · Řecko (GRE) |

## Obouruč
| Rok      | Zlato                           | Stříbro                                      | Bronz                                       |
| LOH 1896 | Viggo Jensen · Dánsko (DEN)     | Launceston Elliot · Velká Británie (GBR)     | Sotirios Versis · Řecko (GRE)               |
| LOH 1904 | Perikles Kakousis · Řecko (GRE) | Oscar Osthoff · Spojené státy americké (USA) | Frank Kugler · Spojené státy americké (USA) |

## Desetiboj
| Rok      | Zlato                                        | Stříbro                                          | Bronz                                       |
| LOH 1904 | Oscar Osthoff · Spojené státy americké (USA) | Frederick Winters · Spojené státy americké (USA) | Frank Kugler · Spojené státy americké (USA) |